# Bazoumana Koné
Bazoumana Koné (Hamburg, 13 december 1993) is een Duits-Ivoriaans basketballer.

## Carrière
Koné speelde in de jeugd van Bramfelder SV, in 2010 ging hij spelen voor de Phantoms Braunschweig waar hij een seizoen speelde voor de beloftenploeg. In 2011 maakte hij de overstap naar de beloftenploeg van Eisbären Bremerhaven. Hij maakte in het seizoen 2012/13 zijn debuut in de Duitse eerste klasse. In 2014 ging hij spelen voor de Duitse tweedeklasser Hamburg Towers waar hij twee seizoenen speelde. Het seizoen 2016/17 startte hij bij de Duitse eersteklasser MHP Riesen Ludwigsburg maar eindigde hij bij reeksgenoot Gießen 46ers.
Van 2017 tot 2019 speelde hij twee seizoenen voor de Duitse eersteklasser Löwen Braunschweig. In de NBA G League Draft van 2019 werd hij als 81e gekozen door de Oklahoma City Blue. Hij speelde kort voor hen maar verliet hen nog in 2019. Hij keerde hierna terug naar de Löwen Braunschweig waar hij in het seizoen 2020/21 speelde.
Voor het seizoen 2021/22 tekende hij bij de Belgische eersteklasser Liège Basket maar hij eindigde het seizoen bij de Italiaanse tweedeklasser Reale Mutua Basket Turin. Het seizoen 2022/23 speelde hij bij de Duitse tweedeklasser PS Karlsruhe Lions. Na een seizoen ging hij spelen voor de eersteklasser Würzburg Baskets.